# 阿莱顿酒店
阿莱顿酒店（Allerton Hotel）是一座高25层、110米的摩天大楼，位于芝加哥近北区的北密歇根大街701号
，所谓华丽一英里。1998年列为芝加哥地标。